# Johanna Helena Herolt
Johanna Helena Herolt (Frankfurt, Alemanya, 5 de gener de 1668 - Paramaribo, Surinam, 9 d'octubre de 1730) fou una pintora i il·lustradora alemanya del segle xviii especialitzada en flors, motius vegetals i insectes. Filla de Johann Andreas Graff i de Maria Sibylla Merian, i germana de Dorothea Maria Graff, tots pintors.

## Biografia

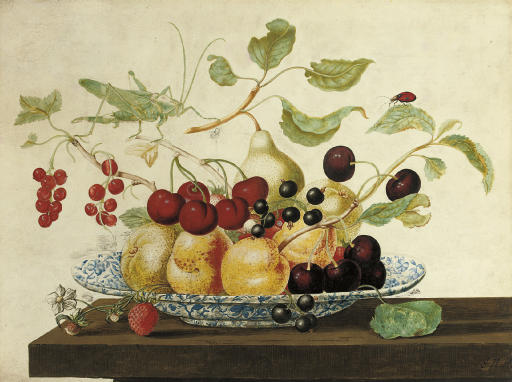
Natura morta de fruita amb insectes (cap a 1690). Col. privada

Va aprendre a pintar dels seus pares, juntament amb la seva germana. Tot i que havia nascut a Frankfurt, el 1670 la família es va traslladar a Nuremberg, ciutat on va créixer. El 1681 la seva mare va tornar a Frankfurt, per a viure amb la seva mare després de la mort del seu padrastre, el pintor Jacob Marrel. Encara que Johann Andreas Graff es va reunir amb la seva família posteriorment, el 1686 la parella es va separar definitivament i la mare se'n va anar a viure amb les seves dues filles i l'àvia a una comunitat religiosa labadista, de creients protestants estrictes, a Wieuwerd (Friesland).

El 1691 les quatre dones es van mudar a Amsterdam, on van instal·lar un estudi dedicat a pintar flors i temes botànics. A Amsterdam també van treballar per a Caspar Commelin, director de l'Hortus Botanicus d'Amsterdam i Herolt va contribuir a un catàleg de plantes rares de la col·lecció de l'Hortus amb Maria Moninckx i Alida Withoos, ambdues pintores. També va treballar per a Agneta Block.

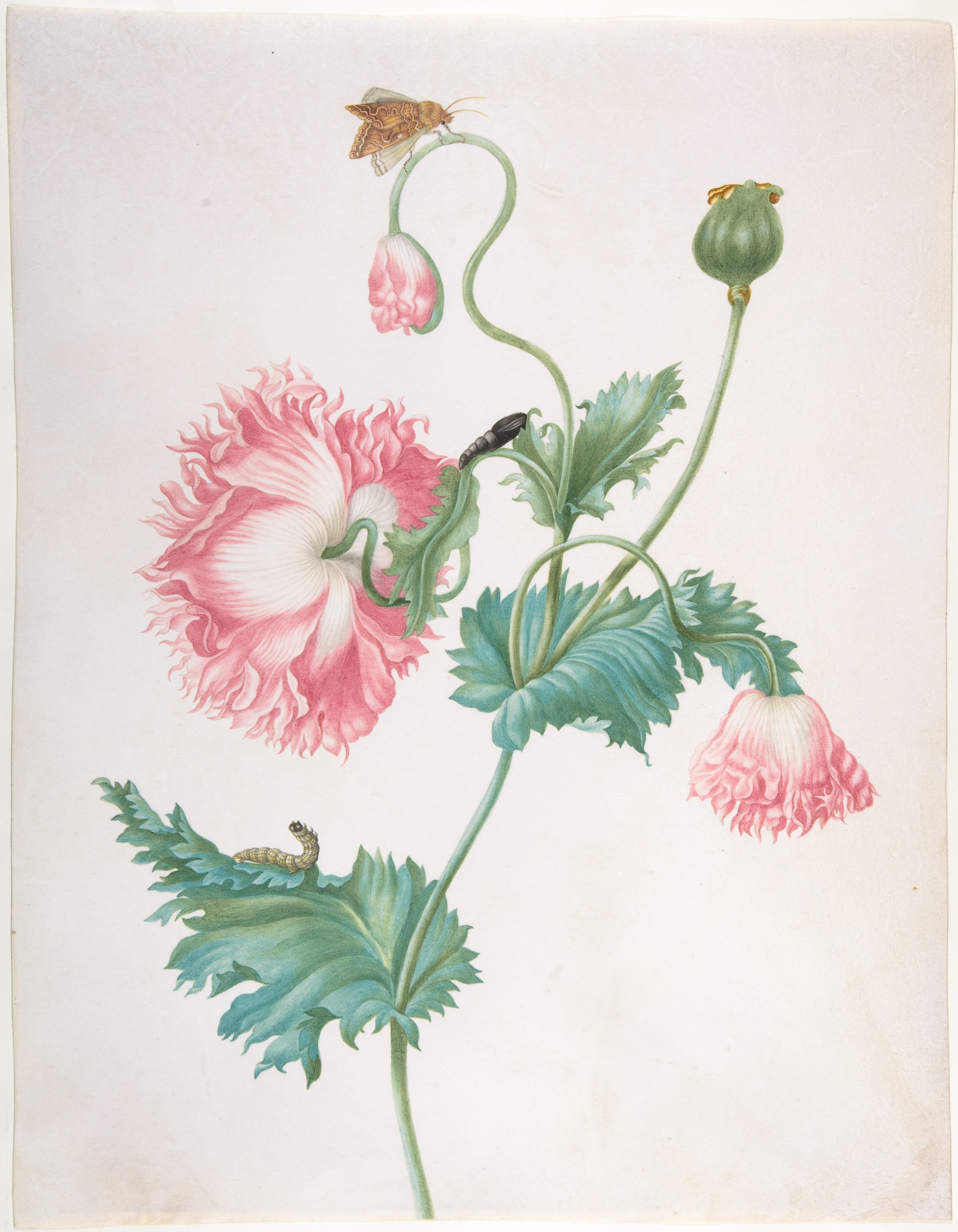
Una rosella en tres etapes de floració (c. 1691-1711). Col. privada

Johanna Helena Herolt es va casar amb el mercader Jacob Hendrik Herolt (també un antic membre de la comuna religiosa labadista), el 28 de juny de 1692. Van tenir dos fills. El 1711 Johanna Herolt va emigrar amb el seu marit a Surinam, colònia del Països Baixos aleshores, on ell tenia activitats comercials. Hi va morir el 1730.

## Obra

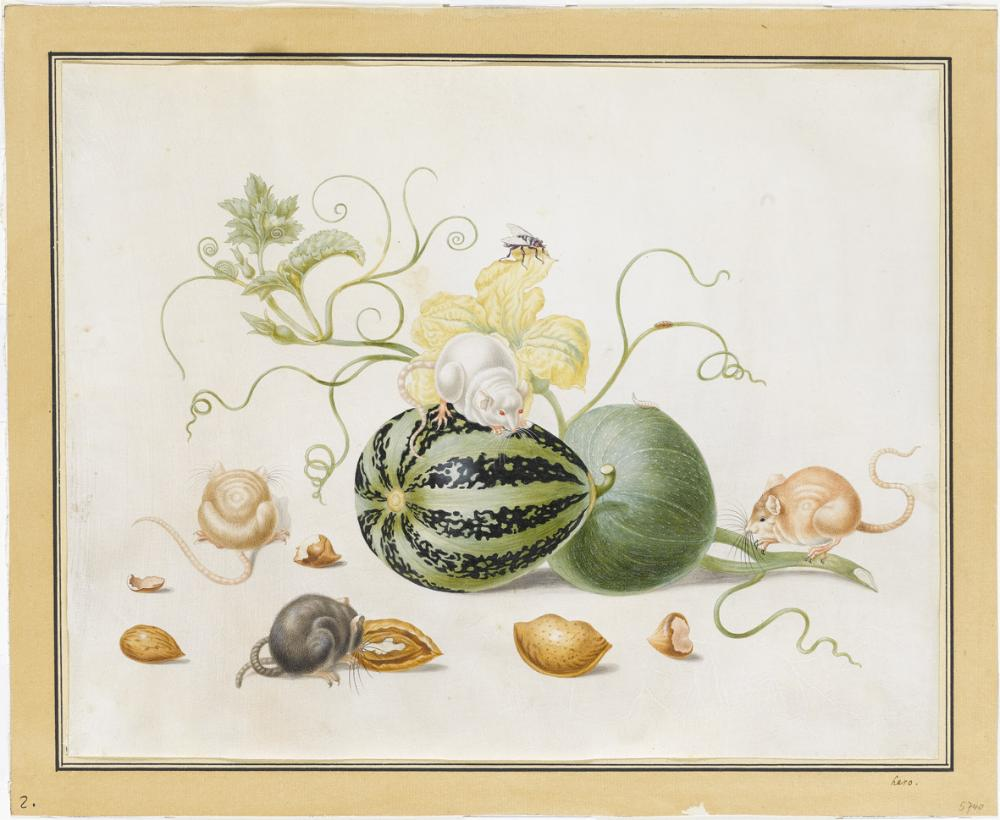
Ratolins i melons (ca. 1691-1700) British Museum

Una sèrie numerada de 49 dibuixos signada per Herolt en pergamí figura en la col·lecció del Herzog Anton Ulrich Museo, de Brunswick. Aquesta sèrie va ser possiblement encarregada per la botànica i col·leccionista menonita Agnes Block, per a qui havia treballat a Amsterdam. Altres dibuixos de Herolt formen part de les col·leccions del Museu Britànic.

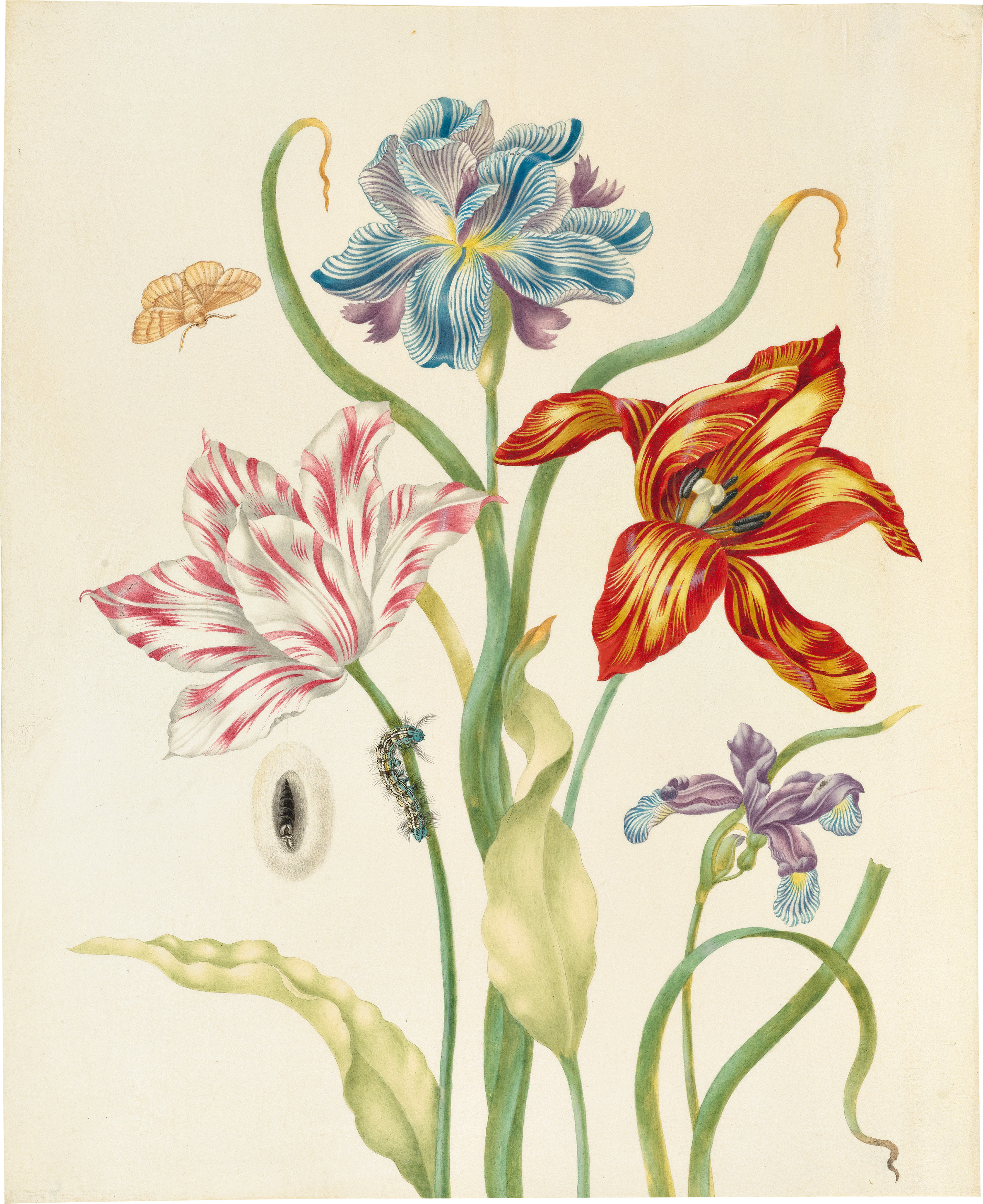
Dues tulipes i dos iris. Fundació Oak Spring Garden. Upperville, Virgínia

Les aquarel·les de Johanna Helena Herolt revelen una fascinació no només per les flors, sinó també per la metamorfosi dels insectes, com la seva mare, Maria Sibylla Merian. Les obres d'Herolt estan decorades amb representacions detallades dels insectes que acompanyen les seves plantes. Mare i filla van col·laborar en moltes obres, entre les quals Els insectes de Surinam, que va resultar especialment popular. Herolt tenia un talent únic que sovint s'atribueix erròniament a la seva famosa mare. Havent treballat per a ella, és esperable que la seva signatura aparegui en obres de la filla. Així, és possible que diverses obres de Johanna Herolt s'hagin confós amb imatges de la seva mare i s'hagin inclòs en col·leccions d'ella sense atribució.